# Алехандро Вальдес
Алехандро Енріке Вальдес Тоб'єр (ісп. Alejandro Enrique Valdes Tobier; нар. 18 листопада 1988, Гавана) — кубинський борець вільного стилю, дворазовий бронзовий призер чемпіонатів світу, триразовий чемпіон, дворазовий срібний призер та бронзовий призер Панамериканських чемпіонатів, дворазовий чемпіон Панамериканських ігор, бронзовий призер Кубку світу, учасник трьох Олімпійських ігор.

## Біографія
Боротьбою почав займатися з 1995 року. Його батько Енріке Вальдес брав участь у боротьбі на міжнародному рівні, був призером Кубків світу, Панамериканського чемпіонату і Панамериканських ігор, а згодом став тренером національної збірної Куби.
Виступав за борцівський клуб «Cerro Pelado» з Гавани. У період з 2015 по 2019 рік він брав участь у німецькій борцівській бундеслізі, виступаючі за клуби «RWG Mombris-Konigshofen» з Мембріса та «SV 04 Germania Weingarten» з Вайнгартена.

## Спортивні результати на міжнародних змаганнях

### Виступи на Олімпіадах
| Змагання                    | Збірна | Вагова категорія          | Місце |
| --------------------------- | ------ | ------------------------- | ----- |
| Літні Олімпійські ігри 2016 | Куба   | вільна боротьба, до 65 кг | 7     |
| Літні Олімпійські ігри 2020 | Куба   | вільна боротьба, до 65 кг | 10    |
| Літні Олімпійські ігри 2024 | Куба   | вільна боротьба, до 65 кг | 11    |

### Виступи на Чемпіонатах світу
| Змагання                        | Збірна | Вагова категорія          | Місце  |
| ------------------------------- | ------ | ------------------------- | ------ |
| Чемпіонат світу з боротьби 2010 | Куба   | вільна боротьба, до 60 кг | 7      |
| Чемпіонат світу з боротьби 2011 | Куба   | вільна боротьба, до 60 кг | 7      |
| Чемпіонат світу з боротьби 2013 | Куба   | вільна боротьба, до 60 кг | 23     |
| Чемпіонат світу з боротьби 2017 | Куба   | вільна боротьба, до 65 кг | Бронза |
| Чемпіонат світу з боротьби 2018 | Куба   | вільна боротьба, до 65 кг | Бронза |
| Чемпіонат світу з боротьби 2019 | Куба   | вільна боротьба, до 65 кг | 11     |
| Чемпіонат світу з боротьби 2022 | Куба   | вільна боротьба, до 65 кг | 12     |
| Чемпіонат світу з боротьби 2023 | Куба   | вільна боротьба, до 65 кг | 12     |

### Виступи на Панамериканських чемпіонатах
| Змагання                                   | Збірна | Вагова категорія          | Місце  |
| ------------------------------------------ | ------ | ------------------------- | ------ |
| Панамериканський чемпіонат з боротьби 2010 | Куба   | вільна боротьба, до 60 кг | Золото |
| Панамериканський чемпіонат з боротьби 2013 | Куба   | вільна боротьба, до 60 кг | Золото |
| Панамериканський чемпіонат з боротьби 2014 | Куба   | вільна боротьба, до 65 кг | Золото |
| Панамериканський чемпіонат з боротьби 2016 | Куба   | вільна боротьба, до 70 кг | Срібло |
| Панамериканський чемпіонат з боротьби 2018 | Куба   | вільна боротьба, до 65 кг | Бронза |
| Панамериканський чемпіонат з боротьби 2023 | Куба   | вільна боротьба, до 65 кг | Срібло |

### Виступи на Панамериканських іграх
| Змагання                  | Збірна | Вагова категорія          | Місце  |
| ------------------------- | ------ | ------------------------- | ------ |
| Панамериканські ігри 2019 | Куба   | вільна боротьба, до 65 кг | Золото |
| Панамериканські ігри 2023 | Куба   | вільна боротьба, до 65 кг | Золото |

### Виступи на Кубках світу
| Змагання                    | Збірна | Вагова категорія          | Місце  |
| --------------------------- | ------ | ------------------------- | ------ |
| Кубок світу з боротьби 2009 | Куба   | вільна боротьба, до 60 кг | 7      |
| Кубок світу з боротьби 2011 | Куба   | вільна боротьба, до 60 кг | Бронза |
| Кубок світу з боротьби 2018 | Куба   | команда                   | 4      |
| Кубок світу з боротьби 2019 | Куба   | команда                   | 5      |

### Виступи на Центральноамериканських і Карибських іграх
| Змагання                                                | Збірна | Вагова категорія          | Місце  |
| ------------------------------------------------------- | ------ | ------------------------- | ------ |
| Центральноамериканські і Карибські ігри 2014 (Веракрус) | Куба   | вільна боротьба, до 65 кг | Срібло |
| Центральноамериканські і Карибські ігри 2018            | Куба   | вільна боротьба, до 65 кг | Золото |
| Центральноамериканські і Карибські ігри 2023            | Куба   | вільна боротьба, до 65 кг | Срібло |

### Виступи на Центральноамериканських і Карибських чемпіонатах
| Змагання                                                       | Збірна | Вагова категорія          | Місце  |
| -------------------------------------------------------------- | ------ | ------------------------- | ------ |
| Центральноамериканський і Карибський чемпіонат з боротьби 2018 | Куба   | вільна боротьба, до 65 кг | Золото |

### Виступи на інших змаганнях
| Змагання                                                        | Збірна | Вагова категорія          | Місце  |
| --------------------------------------------------------------- | ------ | ------------------------- | ------ |
| Кубок Тахті 2009                                                | Куба   | вільна боротьба, до 60 кг | 5      |
| Cerro Pelado International 2012                                 | Куба   | вільна боротьба, до 60 кг | Бронза |
| Cerro Pelado International 2013                                 | Куба   | вільна боротьба, до 60 кг | Золото |
| Кубок Гранми з боротьби 2015                                    | Куба   | вільна боротьба, до 65 кг | 5      |
| Олімпійський кваліфікаційний турнір з боротьби 2016 (Фріско)    | Куба   | вільна боротьба, до 65 кг | Золото |
| Cerro Pelado International 2016                                 | Куба   | вільна боротьба, до 65 кг | Срібло |
| Меморіал Вацлава Циолковського 2016                             | Куба   | вільна боротьба, до 65 кг | Золото |
| Кубок Канади з боротьби 2016                                    | Куба   | вільна боротьба, до 65 кг | Золото |
| Золотий Гран-прі з боротьби 2016                                | Куба   | вільна боротьба, до 65 кг | Срібло |
| Кубок Канади з боротьби 2017                                    | Куба   | вільна боротьба, до 65 кг | Золото |
| Cerro Pelado International 2018                                 | Куба   | вільна боротьба, до 65 кг | Золото |
| Cerro Pelado International 2019                                 | Куба   | вільна боротьба, до 65 кг | Золото |
| Кубок Гранми і Серро-Пеладо з боротьби 2020                     | Куба   | вільна боротьба, до 65 кг | Золото |
| Олімпійський кваліфікаційний турнір з боротьби 2020 (Оттава)    | Куба   | вільна боротьба, до 65 кг | Золото |
| Олімпійський кваліфікаційний турнір з боротьби 2024 (Акапулько) | Куба   | вільна боротьба, до 65 кг | Золото |
| Гран-прі Іспанії з боротьби 2024                                | Куба   | вільна боротьба, до 65 кг | Золото |